# Asphalt 7: Heat
Asphalt 7: Heat è un videogioco di guida sviluppato  e pubblicato da Gameloft. È stato pubblicato il 22 giugno 2012 per iOS. Il videogioco è il sequel di Asphalt 6: Adrenaline con cui condivide alcune piste, oltre ad altre nuove fra cui Londra, Shanghai, Parigi, Hawaii e Miami. Tuttavia, rispetto al gioco precedente, mancano le piste di Città del Capo e Monte Carlo.
Il gioco era atteso su piattaforma Android per il giorno 25 giugno 2012, ma è stato invece messo in commercio il giorno 26 luglio, ad un costo di 0,89€.
La versione successiva sviluppata da Gameloft è Asphalt 8: Airborne.